# Ґурниця (Західнопоморське воєводство)
Ґурниця (пол. Górnica, нім. Hohenstein) — село в Польщі, у гміні Валч Валецького повіту Західнопоморського воєводства.
Населення — 325 осіб (2011).
У 1975-1998 роках село належало до Пільського воєводства.

## Демографія
Демографічна структура станом на 31 березня 2011 року:
|          | Загалом | Допрацездатний вік | Працездатний вік | Постпрацездатний вік |
| -------- | ------- | ------------------ | ---------------- | -------------------- |
| Чоловіки | 152     | 32                 | 111              | 9                    |
| Жінки    | 173     | 43                 | 92               | 38                   |
| Разом    | 325     | 75                 | 203              | 47                   |